# 广场起义
广场起义（烏克蘭語：Євромайдан，羅馬化：Yevromaidan，國際音標：[ˌjɛu̯romɐjˈdɑn]，直譯：“歐洲廣場”；另有音译邁丹起義）是一場始於2013年11月21日於烏克蘭首都基輔獨立廣場的公開示威，並導致了三個月後的尊严革命。主要起因是烏克蘭總統亞努科維奇中止和歐洲聯盟簽署政治和自由貿易協議，並強化和俄羅斯的關係；其次為政府腐敗、濫用權力和侵犯人權。另外，總統亞努科維奇2014年1月17日簽署新法烏克蘭反示威法，禁止幾乎所有形式的抗議活動，而再度引發民怨。抗議群眾主要的訴求是與歐盟簽署協議、亞努科維奇下台、提前舉行選舉。
整場事件從最初的和平示威演變成最後示威者與警察爆發致命衝突的尊嚴革命，使總統亞努科維奇逃亡俄羅斯，政權垮台變天。而他被國會彈劾下台相關決定，引起烏克蘭東部及南部地區民眾的不滿，加上烏克蘭存在地域對立問題，引起親俄動亂。武裝動亂在後期演變成地區軍事叛變的局部內戰，引發頓巴斯戰爭；俄羅斯之後入侵並且併吞克里米亞，令國際紛紛譴責，同時正式拉開俄烏戰爭的序幕，間接導致2022年發生的全面戰爭。
紀錄片《凛冬烈火：乌克兰为自由而战》詳細記錄此次示威活動，人權組織宣布在佔領為期93天中，示威鎮暴已造成包括13名警察的至少125人死亡，1,890多人受傷，還有65人失蹤。

## 名稱
在乌克兰语中一詞是結合（在這裏指的是歐洲或歐盟）和（音译为“迈丹”或“麦丹”，意译为“广场”，特指基辅的獨立廣場）而來。所以，字面意思為「歐洲廣場」。
中文媒體一般稱之為「广场革命」、「烏克蘭親歐盟示威」、「烏克蘭反政府示威」、「乌克兰之乱」、「迈丹革命」、「廣場政變」、「廣場起義」等，也有將譯作「欧洲麦丹」的。

## 背景

### 东欧地缘政治
乌克兰东接俄罗斯，西接波兰等国，其所在的中东欧地区自冷战以来便是地缘政治冲突的重要地带。冷战之后乌克兰属于所谓“新东欧国家”之一，学者认为这些国家是东欧地缘政治的棋子。乌克兰还隶属于古阿姆集团，这一集团也在地缘政治上意义非常重大。和静钧認為，乌克兰已成为在俄罗斯和欧盟的博弈中的一颗棋子。

#### 乌欧关系

##### 联絡国协定
联絡国协定是欧洲联盟和非欧盟国家之间签署的国际协议，意在建立一个全方面的框架，在许多情况下一些联絡国协定的对象国将来会成为欧盟的一份子。欧盟和乌克兰之间的联絡国协定谈判始于2008年9月，协定于2012年3月20日在布鲁塞尔草签，2013年2月25日两国宣布将尽量在当年11月正式签署协议，并表示协议的核心内容在于双方签署“深度广泛的自由贸易区”协定，即乌克兰加入以欧盟为主体，包括挪威等非欧盟成员国在内的自由贸易区。不过为了正式签署协定、加入自由贸易区，乌克兰需要修改法律来适应欧盟的相关规定，时任乌克兰总理米克拉·阿扎罗夫认为这是一个大工作。在示威前的数月间时任乌克兰总统维克多·亚努科维奇力劝乌克兰国会通过一些法令来达成欧盟的要求，这些要求包括2012年议会选举要符合国际标准、消除“有选择性司法”（即释放前领导人尤莉娅·季莫申科，允许其前往德国治疗）和推动联絡国协定中的改革措施。协议的最终签署定于2013年11月28日到29日在立陶宛首都维尔纽斯举行的欧盟东部伙伴关系峰会。
2013年11月21日，乌克兰国会否决了一些旨在达成欧盟要求的法案，乌克兰政府宣布暂停签署同欧盟的联絡国协定，转而接近俄罗斯，乌克兰副总理尤里·博伊科在记者招待会上表示：
乌克兰政府将暂停与欧盟签署联絡国协定的谈判，直至我们找到情况的解决方案以及工业生产和对独联体国家关系上的失落在欧洲市场得到补偿，否则我们国家的经济将承受巨大损失。
乌克兰总统亚努科维奇参加了2013年11月28到29日间在维尔纽斯举办的欧盟东部伙伴关系峰会，也就是联絡国协定原计划签署的会议，乌克兰还是选择不签署这份协议。随后，亚努科维奇和欧盟高层（例如若泽·曼努埃尔·巴罗佐）都表态称，今后协议仍有签署的希望。

#### 俄乌关系
亚努科维奇就任乌克兰总统后，俄乌关系得以改善，不到两个月时间内两国已在核能、飞机制造、航太等多领域达成一致。
2013年8月俄罗斯调整了其对乌克兰进口产品的海关条例，使得大量乌克兰进口产品滞留。一些政治家和媒体认为其目的是阻挠乌克兰入欧，甚至将其视为一场贸易战，这一措施仅持续了几天，但也造成乌克兰的出口贸易下降了14亿美元。

### 民意
2013年12月三个不同的民意调查的结果显示，45%到50%的乌克兰人支持这次示威，而42%到50%的人反对，其中基辅（约75%）和乌克兰西部地区（超过80%）的支持者最多。所有的示威者中，55%的人来自乌克兰西部，24%的人来自中部，21%的人来自东部。
12月7日到8日的一份民意调查显示，73%的示威者会在基辅一直坚持到他们的要求得到满足，而这个数字到2014年2月3日已上升到82%。调查也显示，乌克兰不同年龄阶层的人已经分成了两派：年轻人更支持欧盟，而50岁及以上的人更支持白俄罗斯、哈萨克斯坦和俄罗斯的关税联盟。41%的示威者准备参与2014年2月的占领政府建筑的行动，而2013年12月10日和20日的数字只有13%到19%，同时，超过50%的人准备参与独立武装的建立，而这一数字在之前的调查中仅有15%到21%。
根据2014年2月的一次民意调查，有45%的乌克兰人支持这次示威，而有48%的人反对。
根据2013年8月顿涅茨克的一家公司Research & Branding Group的调查，49%的乌克兰人支持签署同盟协定，31%的人反对，其余的人尚未决定。然而，同一家公司在12月的调查却显示，仅有30%的人认为签署同盟协定会有益于乌克兰经济，而39%的人则认为那对乌克兰不利。调查还指出，仅有30%的人认为反对派能使社会稳定且更好地领导国家，而37%的人反对此观点。
捷孚凯公司根据2013年10月2日到15日的调查称，45%的受调查者认为乌克兰应该与欧盟签署联盟协定，而只有14%的人更支持加入白俄罗斯、哈萨克斯坦和俄罗斯的关税联盟，另有15%的人未支持任何联盟。捷孚凯公司的调查报告也提出了一个问题：“乌克兰应该与欧盟签署联盟协定，甚至未来加入欧盟吗？”
另外一份2013年11月由德国之声委托 IFAK 进行的调查显示，58%的乌克兰人支持乌克兰加入欧洲联盟，同时，2013年11月基辅国际社会学研究所进行的一份调查显示，39%的乌克兰人支持加入欧盟，而37%的人支持加入白俄罗斯、哈萨克斯坦和俄罗斯的关税联盟。

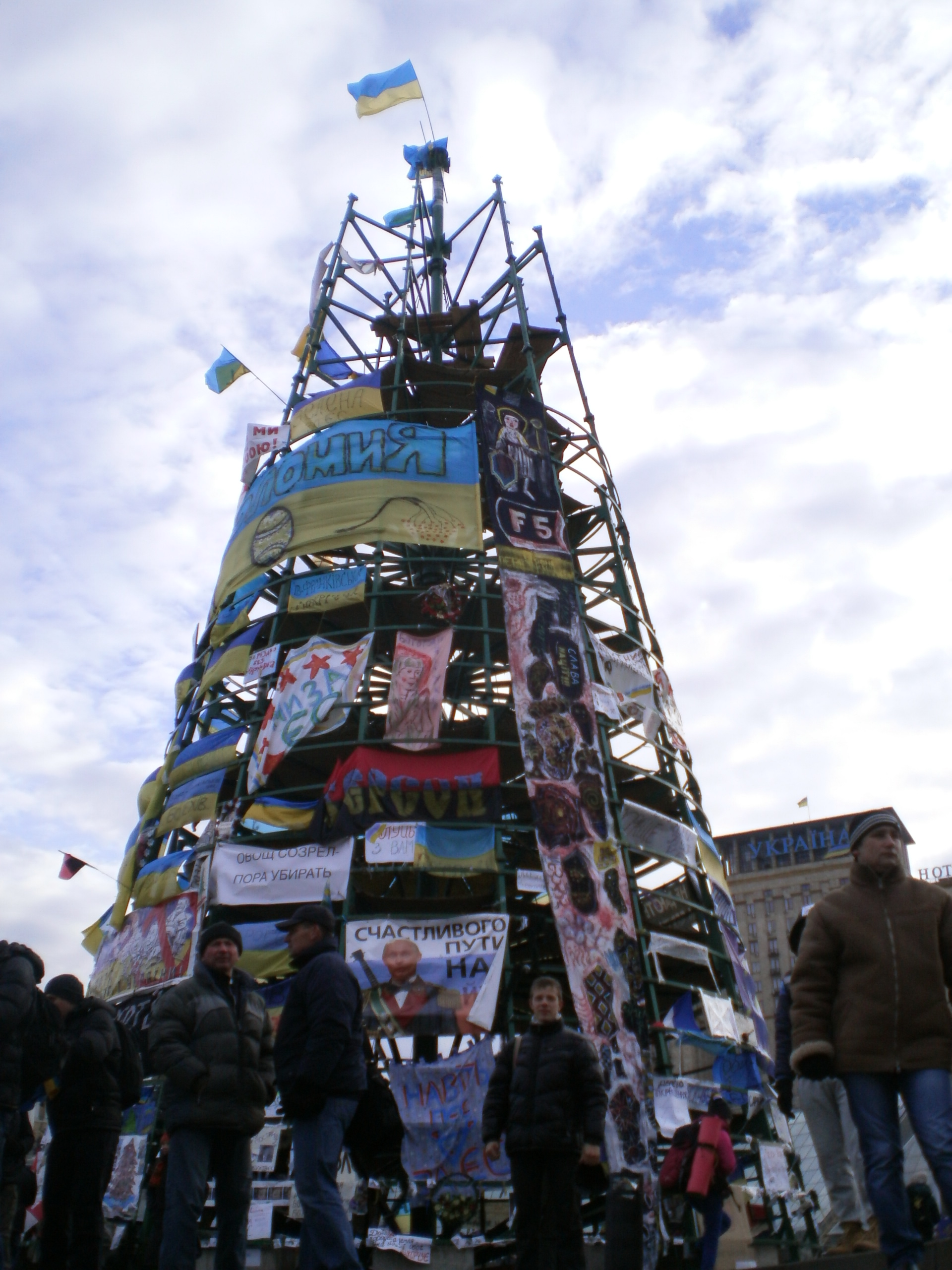
由示威者安置的圣诞树，2013年12月12日摄于基辅

2013年12月乌克兰总理米克拉·阿扎罗夫做出了回应，反驳了所有支持欧盟的调查，称许多调查设计了关于乌克兰加入欧盟的问题，但实际上，乌克兰从没有得到邀请加入欧盟，只是签署一份联盟协定而已。

### 与橘色革命的比较

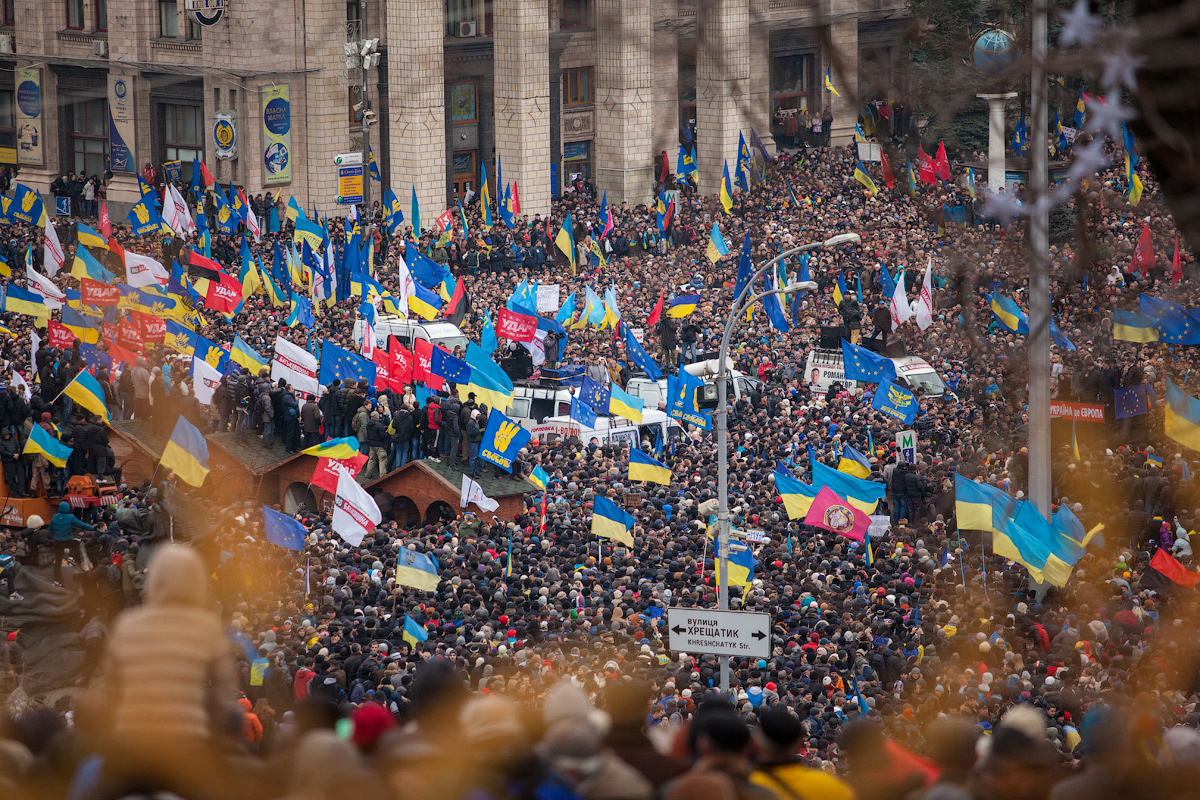
支持欧盟的示威者在基辅独立广场

这次乌克兰亲欧盟示威是自2004年的橘色革命以来乌克兰最大的示威活动，其目的在于迫使总统亚努科维奇下台。尽管与2004年的时候比较起来，乌克兰在东欧仍是俄罗斯与欧盟之间地缘政治的关键，《莫斯科时报》认为亚努科维奇政府自2010年的选举以来其地位已经显著提升。《金融时报》把这一次示威活动与之前精心准备过的革命者对比后，形容它是“由社会化媒体触发的大型自发活动，且令乌克兰的反对派措手不及”。乌克兰文的话题标签（以及俄语的）在示威者第一次集会后迅速地出现并被示威者广泛采用，例如维塔利·克利钦科在一条Tweet（页面存档备份，存于）里写道：“朋友们！到了独立广场的人，干得好！还没来的人，就是现在！”该话题也在俄罗斯的社交网站VKontakte上广受关注，例如克里钦科发布了一条到他一个演讲的链接，演讲的内容是当抗议者达10万人之众时，“我们就去找亚努科维奇”。
在一次采访中，反对派领袖尤里·卢岑科被问到本次示威是不是比2004年的革命更弱的时候，他表示由于赌注更高，反对派的实力反而增强了，说：“我问了（反对党的）每个人：‘你意识到这不是一次示威了吗？’这是一次革命，我们有两条路——被投入狱中或是大获全胜。”
保罗·罗伯特·毛戈奇举例说明了橙色革命对本次示威活动的影响，说：“橙色革命是真正意义上的革命吗？肯定是，我们现在就看到了它的效果。长时间以来，乌克兰民众第一次有了抗议并改变局面的机会，就这一意义上来说，这次革命不是街头革命或是（政治）选举革命，而是人民心中的革命。前苏联的人民的角色已经发生了重大改变。”利沃夫出生的历史学家Yaroslav Hrytsak也提到了一代人的变化，说：“这是属于乌克兰独立的那一代人（大约1991年出生）的革命，它更像是占领华尔街或是（今年的）伊斯坦布尔游行。这是一场属于受良好教育的、活跃于社交网站的年轻人的革命，他们善变，90%的人有大学学位，却没有未来。”据Hrytsak所言，“比起50岁以上的乌克兰人，乌克兰年轻人更像是意大利、捷克、波兰和德国的年轻人。这一代人有比长者更强烈的欧洲一体化的欲望而少了地区分裂的想法”。基辅国际社会学研究所2013年9月的一份调查指出，支持加入欧洲联盟者更多是年轻人，其中18—29岁的人有69.8%支持，比全国平均值43.2%高。同一组织2013年11月的调查再次发现，70.8%的18—29岁者想要加入欧洲联盟，而全国平均值为39.7%。捷孚凯于10月2日到10日进行的一次调查显示，16—29岁的支持区域整合的调查对象中，73%的人支持与欧盟签订联盟协定，而45岁以上者支持此协定的只有45%。支持率最低的群体则是未完成中学及以上学业者。

### 示威还是革命
许多专家仍在讨论，这次示威行动是否应该算是一场革命，而一些抗议者领袖在公开演讲时已经多次使用了这一说法，例如Oleh Tyahnybok在12月2日的一份官方新闻稿中号召警察和军队投奔“乌克兰革命”。
在一次对媒体分析师 Andrij Holovatyj 的Skype采访中，“独立广场”国家联盟委员会成员、乌克兰媒体TVi的主席与总编辑Vitaly Portnikov声明这次示威“是一场革命，而革命能拖好几年”以及“乌克兰正在发生的事情非常深入，它正在改变乌克兰这个国家组织”。
乌克兰总统维克多·亚努科维奇在12月10日称“革命的要求正在威胁着国家安全”。前格鲁吉亚总统米哈伊尔·萨卡什维利也将这场运动称为“21世纪的第一场地理政治革命”。
政治学专家安德斯·艾斯仑德从这个角度评论：“正如克雷恩·布林顿和亚历西斯·德·托克维尔等许多人所言，革命时期的政治有着其不同于常态政治的逻辑。关于乌克兰，需要知道的第一件事就是它已经进入了革命阶段，不论你是否喜欢，我们最好理性地去解决新环境。”

## 要求
2013年11月29日，抗议组织者公布的一份正式决议中列出了以下几点：
1. 建立一个协调委员会专门和欧盟交流。
2. 承认总统、国会和全体内阁部长不能就個人意見代表國家，要求內含地理政治战略性的政策需經過討論，并让亚努科维奇辞职。
3. 停止镇压本次示威活动和参与的学生、市民和反对派领袖。

同一份决议也宣告，12月1日中午，即1991年乌克兰独立公民投票的22周年纪念日，组织者会在独立广场集合并公布他们的下一步计划。
2013年11月30日晚上武装警察驱散了独立广场的人群之后，要求解雇内务部部长 Vitaliy Zakharchenko 成为了抗议者的主要要求之一。
一份送往美国白宫要求制裁维克多·亚努科维奇和政府高官们的请愿书在4天内收集到了超过10万个签名。
12月5日全乌克兰祖国联盟内部领袖阿爾謝尼·亞采紐克声明：“我们对总统和拉达的要求不变：首先也是最重要的，政府辞职，释放所有政治犯，（释放前总理）尤利娅·季莫申科和（释放在12月1日班科夫街示威中被非法定罪的）9个人；暂停所有犯罪案件；以及逮捕所有涉嫌在独立广场非法殴打儿童的金鵰特種部隊成员。”反对派还要求政府与国际货币基金组织恢复关于贷款的谈判，在他们看来那是让乌克兰“度过使亚努科维奇不得不向俄罗斯贷款的经济困难”的关键。

## 经过

### 基辅动乱
这次乌克兰亲欧盟示威游行最早开始于2013年11月21日，起初是和平的示威。但在2013年11月30日，示威者被金鵰特種部隊暴力驱散，导致接下来数天基辅全市范围内发生动乱。2013年12月1日，示威者重新占领了广场。整个十二月，示威者和政府发生了多次冲突，反对派更发出了政治上的最后通牒。这些行为使乌克兰政府于2014年1月16日颁布了许多禁止示威的法案。同月，格鲁舍夫斯基大街发生了动乱。2014年2月初，基辅公会大楼发生了爆炸。同月示威者成立了“自卫队”。

### 乌克兰全境抗议
|                     |                 |                   |                 |
| 城市                | 参与者人数      | 日期              | 参考来源        |
| 基辅                | 400,000–800,000 | 12月1日           | [ 100 ]         |
| 利沃夫              | 50,000          | 12月1日           | [ 101 ]         |
| 切尔卡瑟            | 20,000          | 1月23日           | [ 102 ]         |
| 捷尔诺波尔          | 10,000+         | 12月8日           | [ 103 ]         |
| 卢茨克              | 8,000           | 12月1日           | [ 104 ]         |
| 第聂伯罗            | 5,000–7,000     | 12月8日           | [ 81 ] [ 105 ]  |
| 伊万诺-弗兰科夫斯克 | 5,000+          | 12月8日           | [ 106 ]         |
| 苏梅                | 5,000+          | 1月25日           | [ 107 ]         |
| 哈尔科夫            | 5,000           | 12月1日           | [ 108 ]         |
| 波尔塔瓦            | 5,000           | 1月24日           | [ 109 ]         |
| 扎波罗热            | 5,000           | 12月8日           | [ 110 ]         |
| 切尔诺夫策          | 4,000–5,000     | 12月1日           | [ 104 ]         |
| 罗夫诺              | 3,000–5,000     | 12月2日           | [ 111 ]         |
| 穆卡切沃            | 3,000           | 11月24日          | [ 112 ]         |
| 敖德萨              | 2,500           | 2月15日           | [ 113 ]         |
| 白采尔科维          | 2,000+          | 1月24日           | [ 114 ]         |
| 桑博尔              | 2,000+          | 12月1日           | [ 115 ]         |
| 赫梅利尼茨基        | 2,000           | 12月8日           | [ 106 ]         |
| 文尼察              | 2,000           | 12月8日           | [ 116 ]         |
| 日托米尔            | 2,000           | 1月23日           | [ 117 ]         |
| 基洛沃格勒          | 1,000           | 12月8日、 1月24日 | [ 109 ] [ 118 ] |
| 克里沃罗格          | 1,000           | 12月1日           | [ 119 ]         |
| 卢甘斯克            | 1,000           | 12月8日           | [ 120 ]         |
| 乌日霍罗德          | 1,000           | 1月24日           | [ 121 ]         |
| 德罗霍贝奇          | 500–800         | 11月25日          | [ 122 ]         |
| 赫尔松              | 600+            | 12月8日           | [ 123 ]         |
| 辛菲罗波尔          | 500+            | 12月8日、 1月28日 | [ 110 ] [ 124 ] |
| 尼古拉耶夫          | 500             | 1月24日           | [ 125 ]         |
| 马里乌波尔          | 400             | 1月26日           | [ 126 ]         |
| 顿涅茨克            | 300             | 12月1日           | [ 127 ]         |
| 切尔尼戈夫          | 150–200         | 11月22日          | [ 128 ]         |
| 瓦西里基夫          | 70              | 12月4日           | [ 129 ]         |
| 雅尔塔              | 50              | 2月20日           | [ 130 ]         |

2013年11月24日，在伊万诺-弗兰科夫斯克的抗议活动中，数千名示威者聚集在市政府建築前。当天在乌克兰西部的一些城市，例如利沃夫、伊万诺-弗兰科夫斯克和乌日霍罗德，大学全部停课。乌克兰较大的城市，例如哈尔科夫、顿涅茨克、第聂伯罗彼得罗夫斯克、卢甘斯克、利沃夫和乌日霍罗德同一天均爆发了抗议活动，许多当地大学生發起了支持乌克兰加入欧盟的集会。约有二万五千到三万人聚集在利沃夫的自由大道，组织者计划持续集会到第三次东部伙伴关系峰会于2013年11月28日到29日在立陶宛首都维尔纽斯举办。当天辛菲罗波尔的集会有大约300人参与，其中包括支持欧洲一体化的民族主义者和克里米亚鞑靼人，他们齐唱了乌克兰国歌等歌曲。
第聂伯罗彼得罗迪斯科的一个露营地11月25日在被法院强制要求清理后被40名暴徒袭击，有7人受伤。官方宣称袭击者有10到15人，且警方未介入争端。相似的是，敖德萨警方并未处理市内一处示威者营地被30人强行拆除的情况，却命令警员离开了上述营地。50名警察穿着平民服装者在同一天还驱逐了切尔尼戈夫的示威者。
11月25日凌晨05:20，敖德萨警方派出120名警员清理了示威者搭建的营地，扣留了3名示威者，其中包括民主联盟当地分支的1名首领 Alexei Chorny。3人在警察车内被殴打，之后被送去了 Portofrankovsk 警察局，但没有相关记录。当地行政法院随后颁布了一项禁止市民和平集会的法令，有效期到2014年，法院还全面禁止了一切游行、搭帐篷、使用音响设备和车辆的行为，禁令持续到年末。
11月26日，顿涅茨克发生了50人参与的集会。
11月27日，雅尔塔发生了集会，有参与的大学教员在学校的压力下辞职。
11月29日，利沃夫的示威者达到了2万人，像基辅也曾发生的一样他们用手搭了人链，象征着把乌克兰和欧盟连在一起（组织者声称约100人跨过了乌克兰和波兰的边界，使得人链延伸到了欧盟境内）。
12月1日，基辅市外最大规模的集会发生在利沃夫的塔拉斯·舍甫琴科雕像下，有超过5万名抗议者参与，市长 Andriy Sadovy、理事长 Peter Kolody、许多当地名流和政治家也参加了当天的集会。在顿涅茨克以西有大约300人参与了集会，要求总统维克多·亚努科维奇和总理米克拉·阿扎罗夫辞职。同一天，在哈尔科夫有数千人参与集会，其中作家谢尔盖·扎丹发表演讲号召人们参与革命。示威者自称有超过4000人参与，但其他消息来源称只有2000人。在第聂伯罗彼得罗夫斯克，有1000人抗议延缓签订欧盟协定，展示了和基辅人团结，还要求当地和大都市的官员辞职。随后他们开始了游行，并大喊着“乌克兰是欧洲的”以及“革命”。当天发生亲欧盟示威的城市还有辛菲罗波尔（约150到200人）和敖德萨。
12月2日，经由一份团结法案，利沃夫州公开宣布将举行罢工来支持基辅的示威活动。罢工的行为随后也被捷尔诺波尔和伊万诺-弗兰科夫斯克两座城市效仿。
12月3日在第聂伯罗彼得罗夫斯克，大约300名支持欧洲一体化的抗议者举行了抗议，要求当地政府、警察局和安全部队下台。
12月7日有报道称，警方禁止民众自捷尔诺波尔和伊万诺-弗兰科夫斯克开车前往基辅。

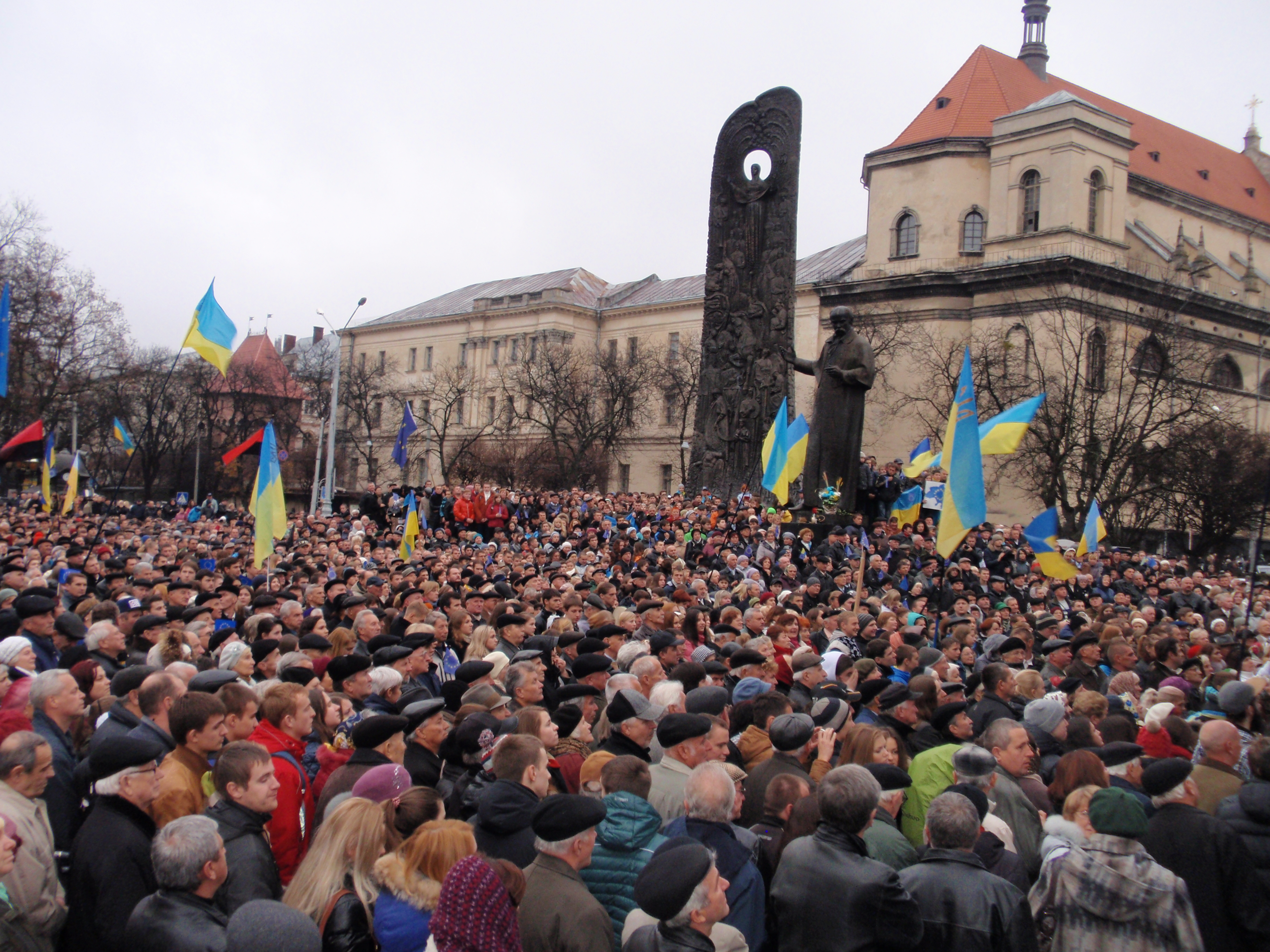
规模最大的抗议活动发生在利沃夫的塔拉斯·舍甫琴科纪念碑

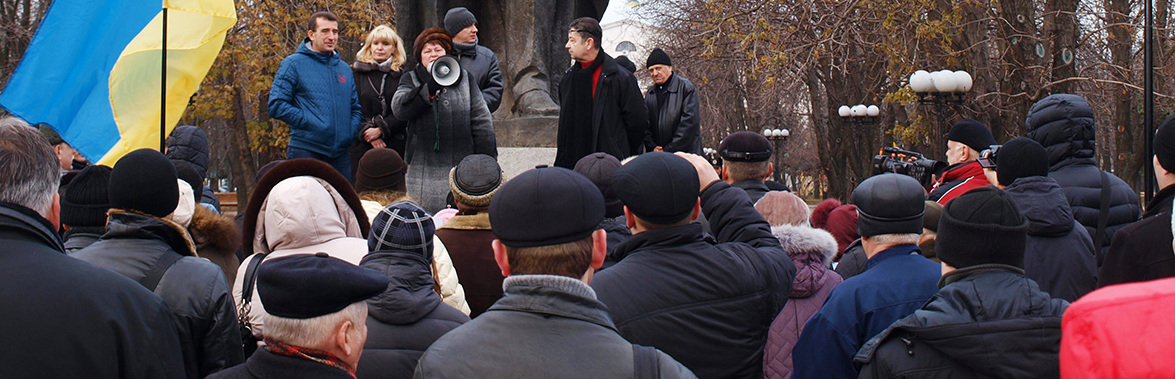
卢甘斯克的支持欧盟的示威者

12月8日多个城市发生了示威，包括乌克兰东部的一些城市。当晚，基辅的列宁雕像被人破壞拉倒，该雕像为石制，且随后被激动的示威者完全敲成碎片。同一个晚上另一尊位于敖德萨州內科托夫斯克的列宁雕像被摧毁。
12月9日，捷尔诺波尔的一些示威者被当局起诉。
12月14日，哈尔科夫的示威者在栅栏上张贴了许多布告来表达了他们对当局用栅栏隔离自由广场的做法的不满，而这些人自12月5日以来已长时间为盗窃和纵火所扰。哈尔科夫的一名参与亲欧盟示威的活跃分子被两人袭击，身中十二刀。袭击者身份未明，但被袭击者告诉当地的社会组织他相信市长 Gennady Kernes 是幕后主使。
12月22日，第聂伯罗彼得罗夫斯克有2000人參與亲欧盟集會。
12月末，顿涅茨克有500人游行。鉴于当地長期支持烏克蘭共產黨，有评论称：“顿涅茨克有500人游行，等价于利沃夫有5万人游行，或是基辅有50万人游行。”1月5日，顿涅茨克、第聂伯罗彼得罗夫斯克、敖德萨和哈尔科夫发生亲欧盟游行。其余三个城市都有数百人参与，惟顿涅茨克仅有百人。
1月11日，150名活跃分子在哈尔科夫開会讨论如何联合全国亲欧盟力量。同日，舉行會議的教堂被十多个暴徒袭击，另有一些暴徒袭击了一家正在舉行會議的书店，粉碎的窗户和催泪瓦斯使得亲欧盟示威无法顺利进行。

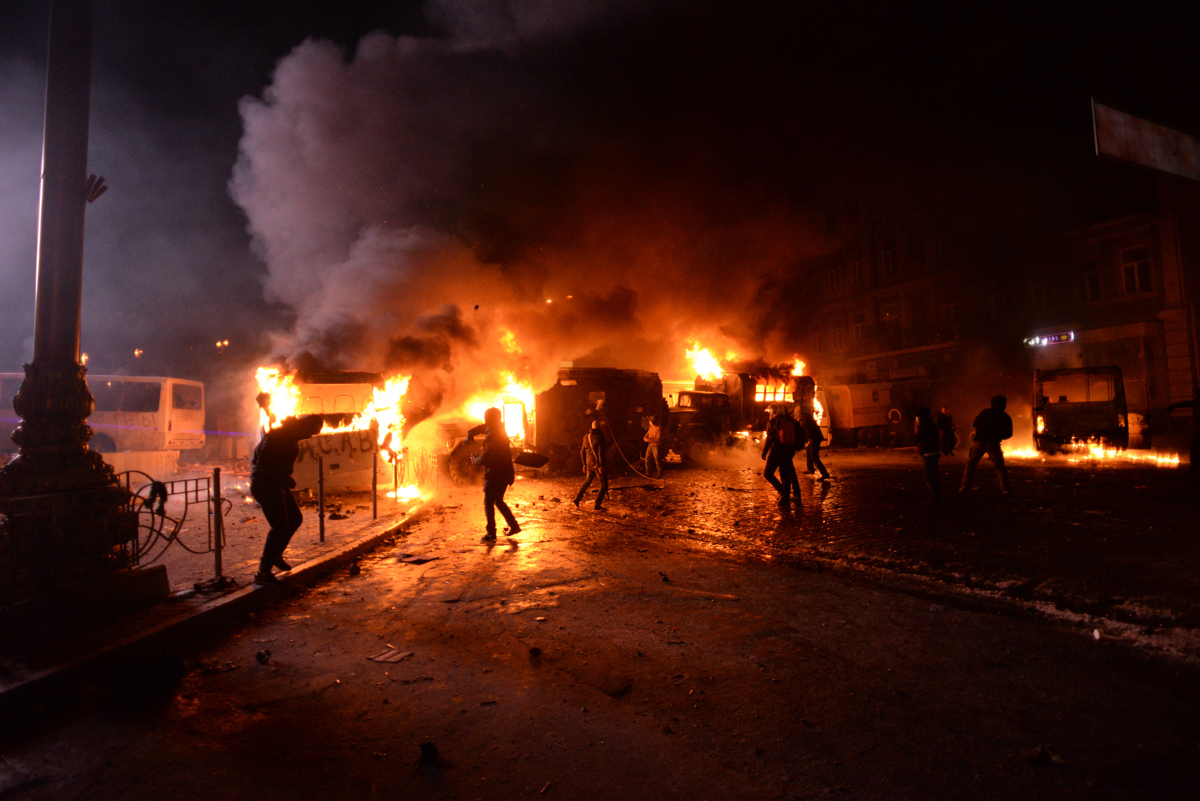
示威者向警方投擲汽油彈

1月22日顿涅茨克有两场同时进行的集会发生，其中一个是亲欧盟的集会，另一个是支持政府的集会。支持政府的集会有600名参与者，而亲欧盟集会有100人，不过警方消息称有5000人参与了支持政府的集会，亲欧盟集会者不过60人。此外，大约150名拿着喇叭的暴徒出现并包围住了亲欧盟示威者，随后引起了冲突，他们点燃了花圈并焚烧斯沃博达党的旗帜，同时喊着“打倒法西斯！”，不过随后被警方分离开来。同一天，顿涅茨克市议会表示支持基辅對亲欧盟示威采取更强硬的措施。在利沃夫，示威者在警方的枪声之中包围了军队的营房，其中许多示威者是儿子在军队服役的母亲，她们恳求军队不要部署到基辅去。在文尼察，成千的亲欧盟示威者封锁了城市的主要道路和交通，他们还把“装在棺材里的民主”带进了市政厅，想以此諷刺亚努科维奇。
1月23日敖德萨市议员、亲欧盟示威活跃分子 Oleksandr Ostapenko 的汽车发生了爆炸，起火原因可能為電線短路。。
1月24日，苏梅市长公开表示支持亲欧盟示威，並将内乱的责任归咎于烏克蘭的地区党和共产党。
1月26日早晨，烏克蘭首都基輔爆發示威者與警方的新一輪衝突，大批人群向烏政府議會大樓投擲火焰彈和石塊，警察則以催淚彈回擊。《莫斯科時報》發表了俄羅斯普列漢諾夫經濟大學副校長謝爾蓋·馬爾科夫的文章，嚴厲指責歐盟與西方勢力對烏克蘭動亂的煽動與介入。
1月28日约500名克里米亚鞑靼人在辛菲罗波尔举行了亲欧盟集会。。
亲普京的阴谋论者《華爾街日報》原副編輯Paul Craig Roberts撰文表示美国和欧盟给格里夫尼亚的反政府示威者发了工资。
今日俄罗斯（RT）披露了一段歐盟外長凱瑟琳·艾希頓（Catherine Margaret Ashton）和愛沙尼亞內務部長烏爾馬斯·帕耶特（Urmas Paet）的電話對話錄音，在录音中，帕耶特说，一名叫Olga的医生认为基輔獨立廣場現場的狙擊手和烏克蘭反對派有關。在談話中烏爾馬斯·帕耶特提到，Olga向他展示了一些照片，认为射杀示威民眾和執法人員的子弹型号是相同的，这代表着他们可能是被同一批狙擊手射殺的。

#### 占领政府建筑
自1月23日起许多乌克兰西部的州政府建筑和地区议会被示威者占领，一些受影响地区的区议会随后决定禁止此类活动，也禁止了在那些地区出现乌克兰共产党和地区党的标志。在扎波罗热、第聂伯罗彼得罗夫斯克和敖德萨示威者也试图占领当地议会。

#### 乌克兰境外抗议
乌克兰境外的抗议活动主要发生于北美洲和欧洲的乌克兰人聚居区，规模较小。其中规模最大者发生在12月8日的纽约。此外，华沙的科学文化宫、水牛城的电力车辆公司大楼、费城的Cira Centre、格鲁吉亚的第比利斯市政厅以及美国和加拿大交界处的尼加拉瀑布都投上了黄色和蓝色的灯光以示和乌克兰团结。

### 支持政府的集会
亲欧盟示威出现后，乌克兰政府长期资助支持政府的集会。许多新闻报道都指出大量参与支持政府集会的人不是出于政治目的，而是为了经济补偿，故不能算是对亲欧盟示威的真正回应。“国内的亲欧盟示威者都是为了反对对人权的侵犯，且他们做好了牺牲的准备，”基輔莫訶拉院國立大學的政治学家 Oleksiy Haran 如是说，“而反对亲欧盟示威的人都只是为了钱。政府利用他们来引起反抗，他们不会做出任何牺牲。”

#### 11月的支持政府集会
11月25日有报道称超过1万人参与支持政府的集会，地区党据称付给支持者100格里，只因他们参与了持续三天的集会且在集会中声称“在乌克兰构建欧洲（......）但要以对乌克兰有利为条件”。据《基辅邮报》报道，示威者打出了反对欧盟和同性恋的旗帜。11月29日有一场持续2小时共3000人参与的支持政府的集会在欧洲广场举行。国会地区党议员 Vladyslav Lukianov告诉人群“我确信我们对欧洲的行动不会动摇，我们支持这个决定，让大地为我们的脚步所动摇，团结起来我们会胜利”，而《基辅邮报》的报道又称，参与者受到了刺激且形容参与者看起来“无家可归，仍像喝醉了，大多是男性”，欧洲新闻台也谈到许多人“乘坐大巴从国家西部而来，那里支持俄罗斯的情绪更重，他们还带着国旗和执政党地区党的旗帜”。许多参与者不愿意与欧洲新闻台的人交流。
11月30日数千名抗议者乘坐巴士前往哈尔科夫，在自由广场举行了集会。电视拍到了共计170辆巴士，主办方称参与者人数超过7万，而新闻报道称参与者约4万人，且活动仅持续一个小时。报道还称参与者获得了50格里的补偿，另有报道称有许多参与者是公共部门雇员，并不情愿参与。整场集会既支持政府又支持欧洲一体化。

#### 12月的支持政府集会
顿涅茨克州政府和地区党计划在12月2日在顿涅茨克举行集会来支持总统亚努科维奇，不过之后因为人数不足而取消。
12月3日地区党在基辅举行了集会以支持总统亚努科维奇，有1000人参加。同一天 Espreso TV 的记者报道称，地区党借由网络招聘广告给参与集会的人支付200格里。
12月4日顿涅茨克有15000人集会支持总统亚努科维奇，其中许多人是乘巴士前来。地区党否认强迫任何人参加。

##### 马林斯克公园集会

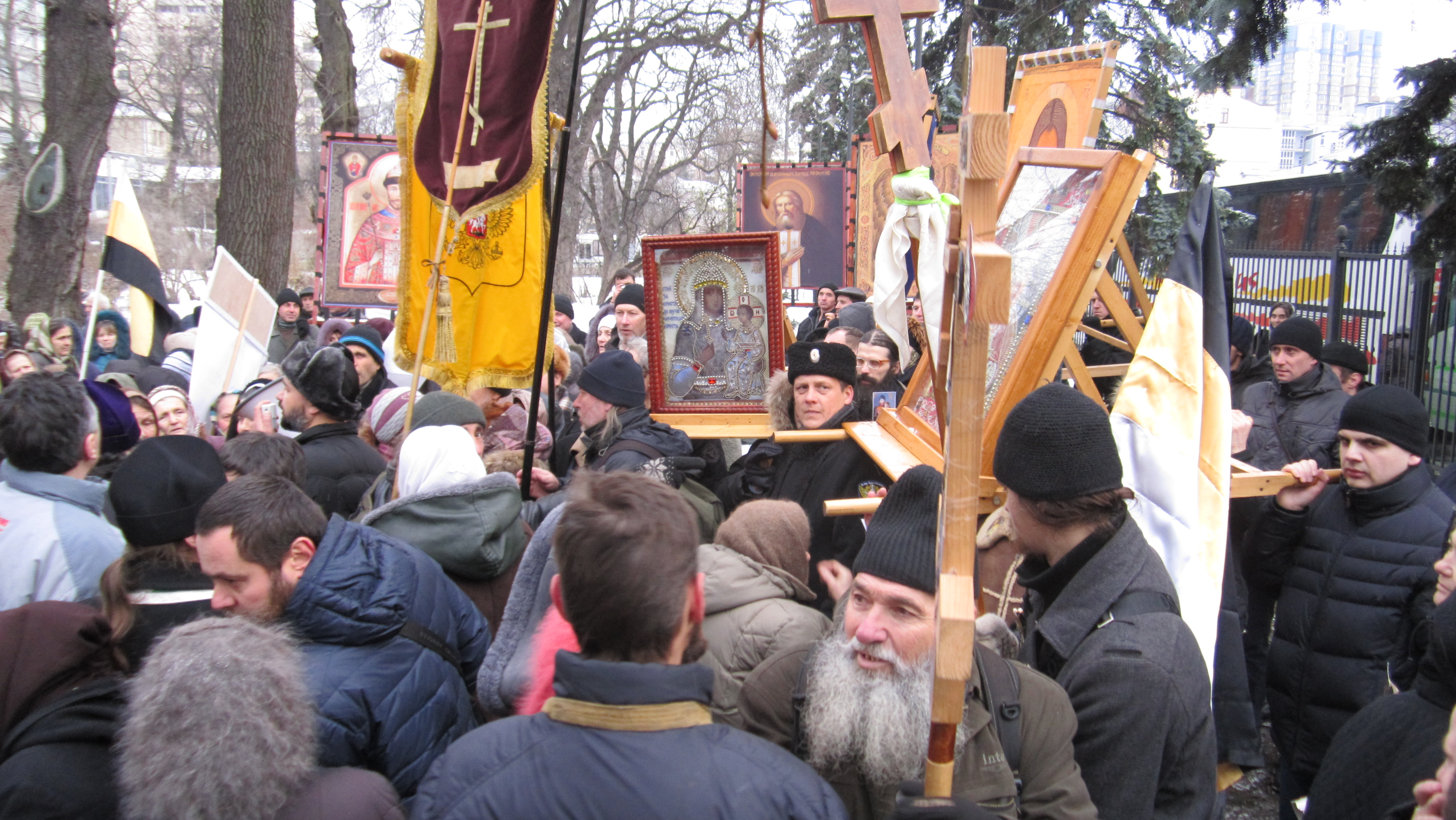
亲俄罗斯示威者挥舞着俄罗斯帝国旗帜

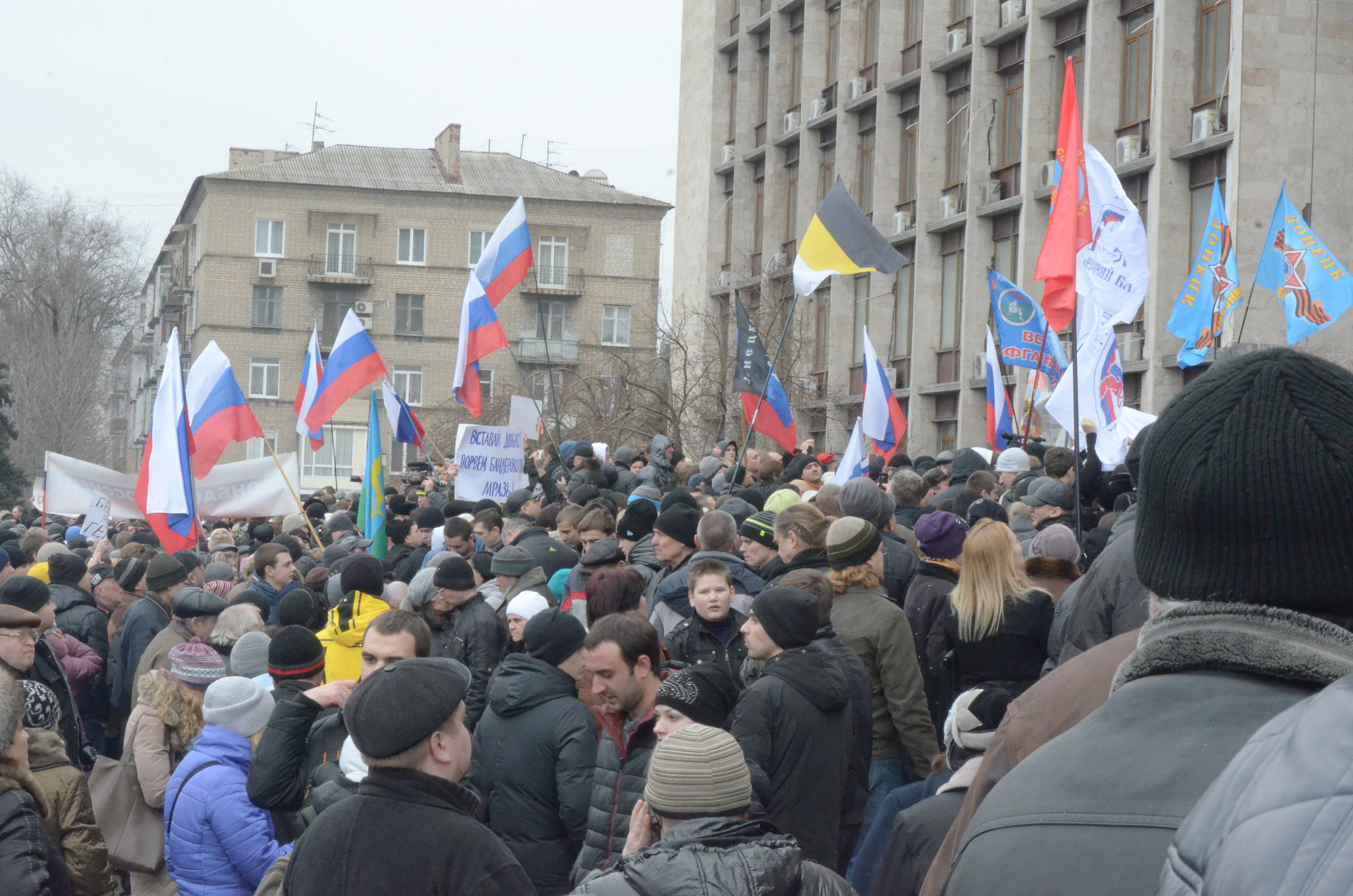
頓涅茨克亲俄罗斯示威者當地行政大樓前示威

由地区党组织的支持总统亚努科维奇的搭帐篷并集会的活动于2013年12月3日在马林斯克公园开始，此地离乌克兰国会所在地乌克兰最高拉达大楼很近，12月6日（星期六）地区党机构宣布有超过15000人在此集会，而在此前一天当地警方宣布有约3000人在公园集会。警方出动重兵把守，阻止反政府者接近。
根据Segodnya报道，参与在马林斯克公园集会的人不是被雇佣的，就是不得不参与，且必须呆够一定时间。《基辅邮报》另收到匿名举报者称，参与集会者收到了300格里，使他们不用上班也能挣到钱，该举报者还说他们一整天都不允许离开集会地，营地的地上堆满了垃圾和排泄物。《环球邮报》高级通讯员Mark MacKinnon想要采访一个亲俄罗斯的示威者，她拒绝接受采访，却透露其实自己支持亲欧盟示威。
12月13日全乌克兰“自由”联盟领袖Oleh Tyahnybok在国会称，在政府的医药、教育等部门工作的雇员被强迫参与示威，随后地区党的发言人弗拉基米尔·雷巴克回应称对民众施压是不对的，此种行为必须停止。
12月23日在马林斯克公园的集会结束。

##### 欧洲广场集会

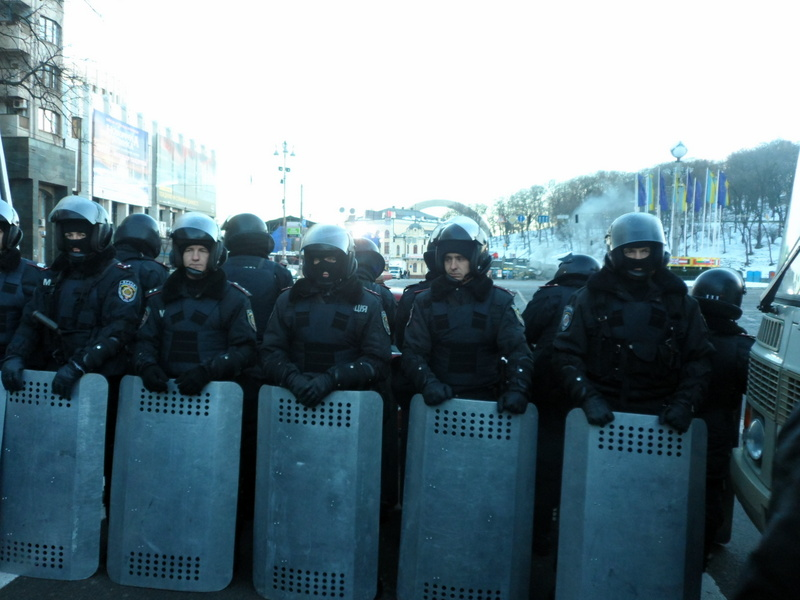
警方守卫着前往正在进行亲俄示威的欧洲广场的入口，摄于12月14日早晨的基辅

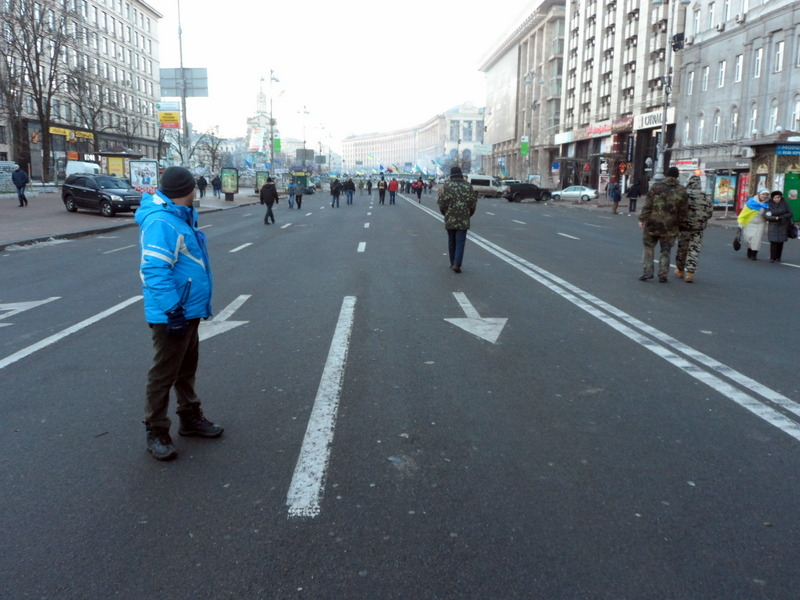
赫雷夏蒂克街上连接亲欧盟示威和反欧盟示威的“走廊”，摄于12月14日早晨8:00

12月14日地区党宣布将计划在欧洲广场举行集会，主题是“让我们拯救乌克兰”，这个在市内举行第二次示威的举措被前总统列昂尼德·克拉夫丘克指责。据地区党官员介绍，将有超过2万人从顿涅茨克以及1万人从第聂伯罗彼得罗夫斯克州来参与集会，还有一些人会从克里米亚、敖德萨州等地前来。在集会的筹备期，12月12日有报道称数千居民（主要是政府雇员、技术学院的学生和运动员）前往基辅参与支持政府的示威，他们只待两天，且有每天400到500格里夫纳的报酬，还有报道称有政府雇员被以解雇威胁来参加集会。在集会当天，乌克兰民主改革联盟的Roman Chereha指责官员把一些儿童带离了庇护所，且保证他们会有食物和庇护所。12月13日地区党顿涅茨克分部宣布想要前往基辅参加集会的人会得到食物配给和专列火车接送，全部由地区党买单。同日，多辆火车载着大约3000名老师和学生抵达了敖德萨，他们准备参加支持政府的示威。学生们，大部分来自敖德萨法律学院，承认他们能借此拿到学分，还有学生可以得到经济补偿。相似的是，卢甘斯克有大约1000人乘列车抵达，大部分人是煤矿矿工，市长Sergei Kravchenko随后声明有超过1500居民会参加支持政府的集会。同时在扎波罗热有报道称，载有1600名“运动员和国营企业雇员”的火车抵达了基辅。售票员说那是一列私密的、被租借的列车，票不公开发售。记者 Tatiana Honchenko 放出了一份表格，列出了27列火车，平均每列有约20节车厢被地区党在周末租用以将全国的政府支持者运往基辅。
反对派领袖 阿爾謝尼·亞采紐克和 Ihor Miroshnychenko 发布了一个警告，援引了内部消息，称当局正在利用支持政府的集会来挑起内乱，借此宣布进入紧急状态，使其可以命令别而库特部队和军队强行将欧洲广场清场，亞采紐克还特别警告了政府雇佣暴徒潜入披着欧盟和国家颜色的支持欧盟的营地，他们在潜入之后会制造混乱，不过反对派领袖Yuriy Lutsenko 呼吁大家冷静，并宣称支持政府的集会有和平的、政府付报酬的学生和雇员参加。地区党国会分部的长官Oleksandr Yefremov 重申：“这会是一场特别和平的示威，我们的民众很好接触……我们还会拜托警察在两场集会之间设立安全的缓冲带。”然而，地区党国会议员Vadym Kolesnichenko承认在全国及克里米亚范围内组建了自卫队，以“保证宪法下的公众秩序”，并且塞瓦斯托波尔的一个这样的组织已经有800名成员。同时他补充，自卫队会参与周末的活动。集会当天自由欧洲电台采访了一名参与者，他（拳击教练）透露称组织者给他和一些其他人支付了1000格里，让他们和支持欧盟的集会者打一架。
内政部新闻处告知《基辅邮报》12月13日支持政府集会已有20万人参加。乌克兰媒体 Zerkalo Nedeli 报道称，乌克兰国家安全与国防委员会和政府要求乌克兰国防部在安保、后勤、野战厨房的调度和20万人的运送等方面给予帮助，以便于12月14日到15日的周末在基辅举行集会，内务部也被要求在保障居民从其他地点赶往基辅的路上的安全这方面提供帮助，以上内容还被 The Insider、UNIAN、烏克蘭真理報报道。乌克兰国防部随后否认了这些传言，并引用了乌克兰宪法中的第17条和第37条，这些条款阻止了乌克兰的部队参与国内政治冲突。尽管如此，12月13日一些正在搭建的帐篷被发现是军方所有，此外 Zerkalo Nedeli 独立报告称国防部在过去的两天组织了运输演习，其中包括将库存设备（例如野战厨房、车辆等）供应给支持政府的抗议者。另有一些物资被转移给了 Ukpromakord，后者是乌克兰军队的供货商。此外，集会当天有目击者称拍到了40个野战厨房正在被马林斯基公园的支持政府的示威者使用。
总理米克拉·阿扎罗夫在集会现场发表了演讲并告诉参加者，乌克兰并没有取消并入欧盟的目标，说：“我们据称背叛了乌克兰并签了（加入）白俄罗斯、哈萨克斯坦和俄罗斯关税联盟（的协定），我强烈拒绝承认这些投机取巧的勾当。”他还称乌克兰加入关税同盟是“暴利的”。此外阿扎罗夫极力主张“不要分裂乌克兰，不要制造障碍”，他还说欧盟对于签署同盟协定坚持“无法接受的条件”，包括允许同性恋和制定法律来保护性少数，说“反对派领袖所说的我们只需签署（和欧盟的同盟）协定就能免签证前往欧盟是个童话，根本没这回事，我们必须遵守一大堆条件：我们必须使同性婚姻合法化，我们必须立法保障性少数的平等，等等等等。我们的社会准备好接纳这些了吗？”
集会期间，地区党国会议员 Hryhoriy Smitiukh 呼吁参与者请求俄罗斯总统普京下调乌克兰的天然气价格，使得人群反复喊叫着“普京！普京！”。
组织者称有10万人参加集会，而警方认为有6万人参加，那也是欧洲广场所能容下的最大人数，亲眼见到的人则主张只有2万人参加。当天下午6:00地区党领袖 Oleksandr Efremov 宣布集会结束，比原计划早一天，直到此时有3000人仍留在广场，而到了当晚欧洲广场已空无一人。
12月15日的示威发生在10:00到下午4:00，许多报道称参加者没有获得全额付款。地区党的一名立法者Artur Martovytskiy说：“人们到此来表达他们的意愿，我们每天付给他们300格。我没有许诺给他们一个子儿，我和我的选民在一起。”

#### 1月的支持政府示威
一个地区党支持者组织的集会于2014年1月13日开始，直到1月17日2014年国家预算开始才结束。组织者称参与这个集会的人是为了“国家稳定”，且认为阻碍国家预算的实行是无法接受的。抗议者计划晚上待在马林斯克公园的帐篷城里。组织者还称参与者正在收集签名并计划送至基辅市议会，同时要求其取消限制在市中心游行示威，包括赫雷夏蒂克街和独立广场，此外，组织者称示威者热衷于和平解决问题并反对暴力驱散亲欧盟示威。烏克蘭國際文傳電訊社在1月13日报道称有超过10个帐篷在公园里建起，参与者还树立了垂直于格鲁舍夫斯基大街的金属隔板，而执法人员就站在他们身后。
另一个地区党支持者主办的集会（计划吸引1万人参与）于2014年1月21日在马林斯克公园开始，以对抗示威者的革命，他们计划把集会持续到2014年格鲁舍夫街动乱结束之后。

### 亚努科维奇下台
当地时间2月21日，乌克兰总统亚努科维奇与反对派签署初步协议，内容包括24小时内恢复2004年的宪法版本，并在今年12月大选。同时10天内组建一个联合政府。当晚，亚努科维奇秘密以“参加东部会议”的名义离开基辅。随后，亞努科維奇于當地時間22日被认为失踪，当天下午，議會罷免其職務。議會同時宣佈提前於同年5月25日舉行總統大選，並封鎖邊境防止他潛逃。当日，新任議長的反對派領袖亞歷山大·圖爾奇諾夫宣讀聲明，指「亞努科維奇自動放棄履行憲法賦予的職責，對烏克蘭國家管理、領土完整和國家主權構成威脅，對公民的權利和自由造成嚴重損害」，因此宣布亞努科維奇自動喪失總統職權。
乌克兰议会23日举行会议，339名议员出席，其中285人投票支持议长图尔奇诺夫暂行总统职责。
亚努科维奇秘密逃亡的地点是哈尔科夫，随后是老家顿涅茨克，最后由克里米亚逃入俄罗斯。因为两个“亲俄州”也出现了支持欧盟的力量，对亚努科维奇态度恶劣。随后反对派提供了亚努科维奇和帮手从基辅的豪宅中搬运名贵物品的视频，以彻底论证亚努科维奇的动机是逃亡。
2月28日，亞努科維奇在俄国頓河畔羅斯托夫開記者會，但拒絕辭職，并称自己之所以离开乌克兰是因为自己和亲人的人身安全受到威胁。亚努科维奇叛逃后，请求俄国出兵帮助其复位，但俄国却趁机派出除去了识别标识的俄军部队（小绿人）占领了克里米亚半岛和塞凡堡直辖市并在控制当地议会后举办了不受国际承认的“入俄公投”，强行吞并了克里米亚半岛。2月24日，亞努科維奇被烏克蘭警方通緝。同日，地区党将亚努科维奇开除出党。乌克兰议会副议长科苏林斯基宣布，自2月20日至22日24时，已有63名议员宣布退出地区党。波尔塔瓦州州长乌多维钦科和切尔尼戈夫州州长霍缅科宣布辞职并退出地区党。另外，波尔塔瓦州、基洛夫格勒州和文尼察州的地区党总部自行解散。
亚努科维奇事后承认是其要求俄国出兵乌克兰协助其夺权，但称其从未支持俄罗斯吞并克里米亚，并希望俄总统普京能让克里米亚回归乌克兰。亚努科维奇称“克里米亚从乌克兰分离出去”是一场“悲剧”，他难以接受。他希望有朝一日克里米亚能重归乌克兰”。但俄国并未理会亚努科维奇的请求。3月18日，俄羅斯径自宣布将克里米亞和塞瓦斯托波爾市吞并，作為聯邦主體編入克里米亞聯邦管區。
而位於首都基輔的總統官邸已因亞努科維奇離開而人去樓空，變成任何人均可自由出入。同時，反對派民眾佔據總統官邸及政府大樓。民众进入亚努科维奇在梅兹希里亚的豪宅后，发现内部极尽奢华，引发了众怒。
同時，2011年被控濫權而遭監禁7年的前總理季莫申科獲議會特赦，並前往基輔匯合示威者。她聲言會參選總統，並致力使烏克蘭加入歐盟。

## 伤亡

### 人员死亡
亲欧盟示威造成的第一宗死亡发生在乌克兰独立纪念日，2014年1月22日，有四人死亡，他们是受枪击而死。还有一人被掉落的石柱廊砸死，然而具体情况不明，因此，1月22日的冲突中共有五人确认死亡。医疗机构确认造成枪伤的子弹由诸如KSVK狙击步枪（7.62毫米）之类的枪械射出，而 Nihoyan 和 Zhyznevskyi 两人则是被马卡洛夫手枪杀死。有照片拍到了金鵰特種部隊正在使用猎枪（例如RPC Fort），记者也确认了地上遗留的猎枪罩。检察长确认了基辅示威中有两例死亡由猎枪引起。乌克兰内政部主要调查部第一副部长说：“我们确定造成那些死亡的武器和子弹是打猎用的，这是法医专家的结论。最有可能的是，那是一把滑膛枪。我要强调的是，造成那些死亡的子弹不是警方所使用的，警方没有那种子弹。”

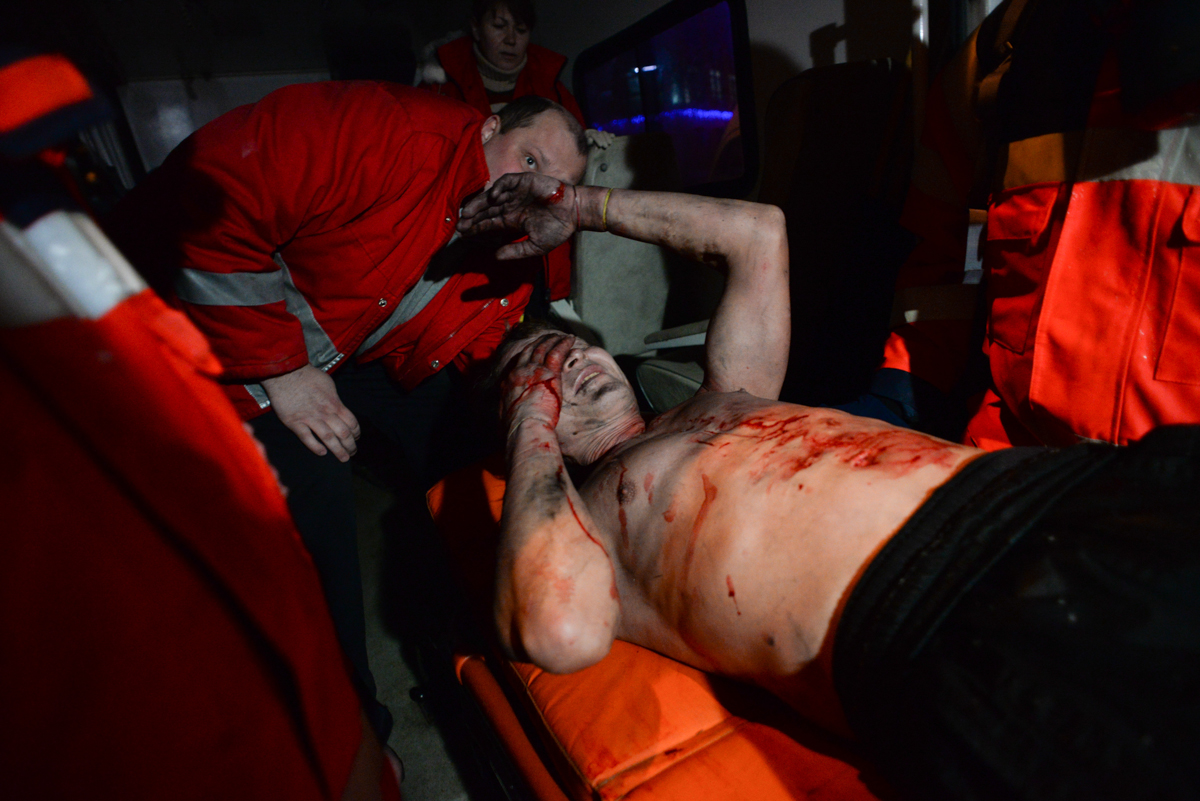
乌克兰红十字会的志愿者第一次出动急救，救治一名受伤的抗议者

1月31日基辅的停尸房有26具无名尸体，其中14具是1月份送达的，媒体报道称这些尸体计划在2014年2月4日集中下葬。基辅市政府的公告则说，一共有14具那样的尸体，有5具是1月份送达。
2月18日到19日在示威者和警方的冲突中，至少有26人丧生。
2月20日根据反对派媒体报道，有60人被枪打死。
自示威开始至2月28日，共计有79被打死，570人受伤，其中只有不多於13名官员死亡，130名官员住院。

### 攻击媒体记者和医生
执法人员攻击媒体记者和医生的行为屡见报端。2013年12月1日在班科夫街的冲突中，约40名记者受伤。2014年1月22日在格鲁舍夫街的冲突中有42名以上的媒体记者被警察攻击。另据TSN（Television News Service）报道，已经有记者开始脱掉职业制服，以防止被攻击，这些攻击有些故意针对记者，有些则是无意的。自2013年11月21日起共有136名新闻记者受伤。
1月21日有26名记者受伤，其中至少2人因警方的闪光弹严重受伤，另有2人被捕。
1月22日一名路透社的通讯员 Vasiliy Fedosenko 在格鲁舍夫街被一名狙击手用橡皮子弹击中。同一天，一名Espreso TV的记者Dmytro Dvoychenkov被绑架，随后被殴打并被带到了一处未知地点，最后一名国会议员被告知他已经被释放。
1月24日，总统亚努科维奇下令释放所有被捕的记者。
1月31日一份1月24日拍摄的录像被传到网上，内容是別爾庫特部隊故意开枪射击了一名举着手的医生。

## 影响

### 对亲欧盟示威的民意

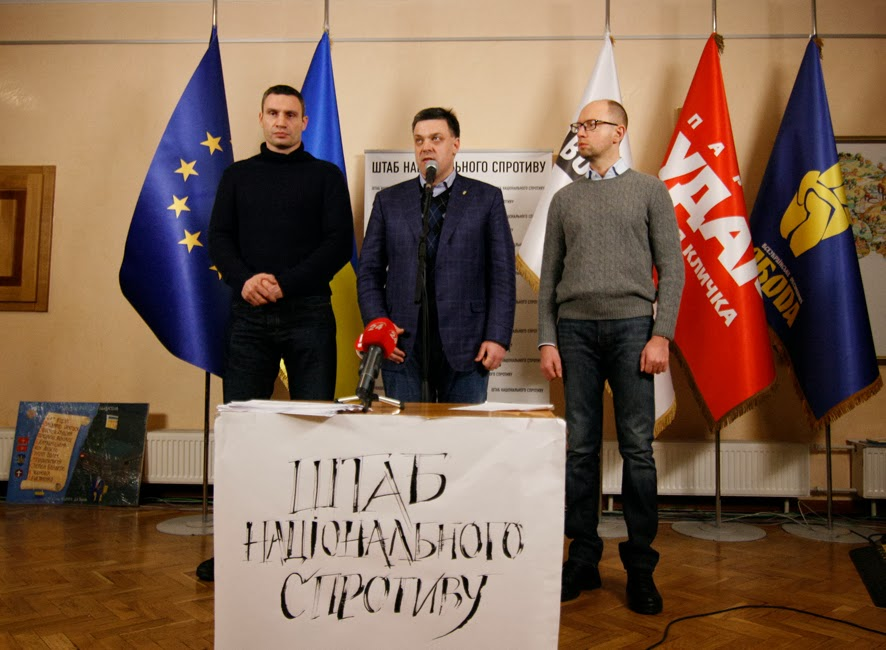
親歐盟反对派领袖，摄于2013年12月8日。

根据2013年12月4日到9日由Research & Branding Group给出的一份报告，所有乌克兰人中有49%的人支持亲欧盟示威，45%的人持反对意见。乌克兰西部的支持者最多，有84%，中部则有66%。乌克兰南部仅有33%的人支持亲欧盟示威，东部更只有13%。从另一角度看，乌克兰东部有81%的人反对亲欧盟示威，南部有60%的人反对，中部和西部各有27%和11%。另有调查指出三分之二的基辅人支持正在发生的示威活动。
根据 Kucheriv 民主倡议基金和 Razumkov 中心12月20日到24日的一份调查，50%的乌克兰人支持亲欧盟示威，42%的人反对。
12月23日到27日Research & Branding Group的另一份调查指出，50%的乌克兰人不支持亲欧盟示威，45%的人则支持。43%的被调查者认为亲欧盟示威的影响“很快会趋向负面”，31%的人则反对上述观点，17%的人认为亲欧盟示威不会带来消极影响。
Ilko Kucheriv 民主倡议基金会12月7日到8日做出的一份研究显示，有从全国各地到基辅来的人中92%的人是自愿前来，6.8%的人是由公共运动组织而来，1.3%的人是由政党组织而来。70%的人说他们是来抗议11月30日晚警方的暴力行径，54%的人来为支持与欧盟签订同盟协定而示威。在被调查者的要求中，82%的人要求释放被扣押的示威者，80%的人要求政府下台，75%的人要求总统亚努科维奇辞职并提前举行大选。调查还指出，49.8%的人是基辅居民，50.2%的人来自乌克兰的其他地方。38%的示威者年龄在15到29岁之间，49%的人在30到54岁之间，13%的人是55岁及以上。57.2%的示威者是男性。
在乌克兰东部，例如顿涅茨克、卢甘斯克和哈尔科夫等地，29%的人相信“在某种环境下，独裁的政府会比民主的政府更好”。

### 对欧盟的民意
根据2013年12月4日到9日由 Research & Branding Group 给出的一份报告，46%的乌克兰人支持并入欧盟，36%的人支持加入白俄罗斯、哈萨克斯坦和俄罗斯的关税联盟。支持加入欧盟的人中最多的来自乌克兰西部（81%）和中部（56%），而乌克兰南部和东部各有30%和18%的人支持。从另一角度看，支持加入白俄罗斯、哈萨克斯坦和俄罗斯的关税联盟的人中乌克兰东部有61%，南部有54%，中部和西部各有22%和7%。
根据社会调查组织“评定”的民意调查，若有公民投票，49.1%的居民会支持加入欧盟，29.6%的人则会投反对票。同时，32.5%的人会投票支持加入白俄罗斯、哈萨克斯坦和俄罗斯的关税联盟，41.9%的人会投反对票。

### 政治影响

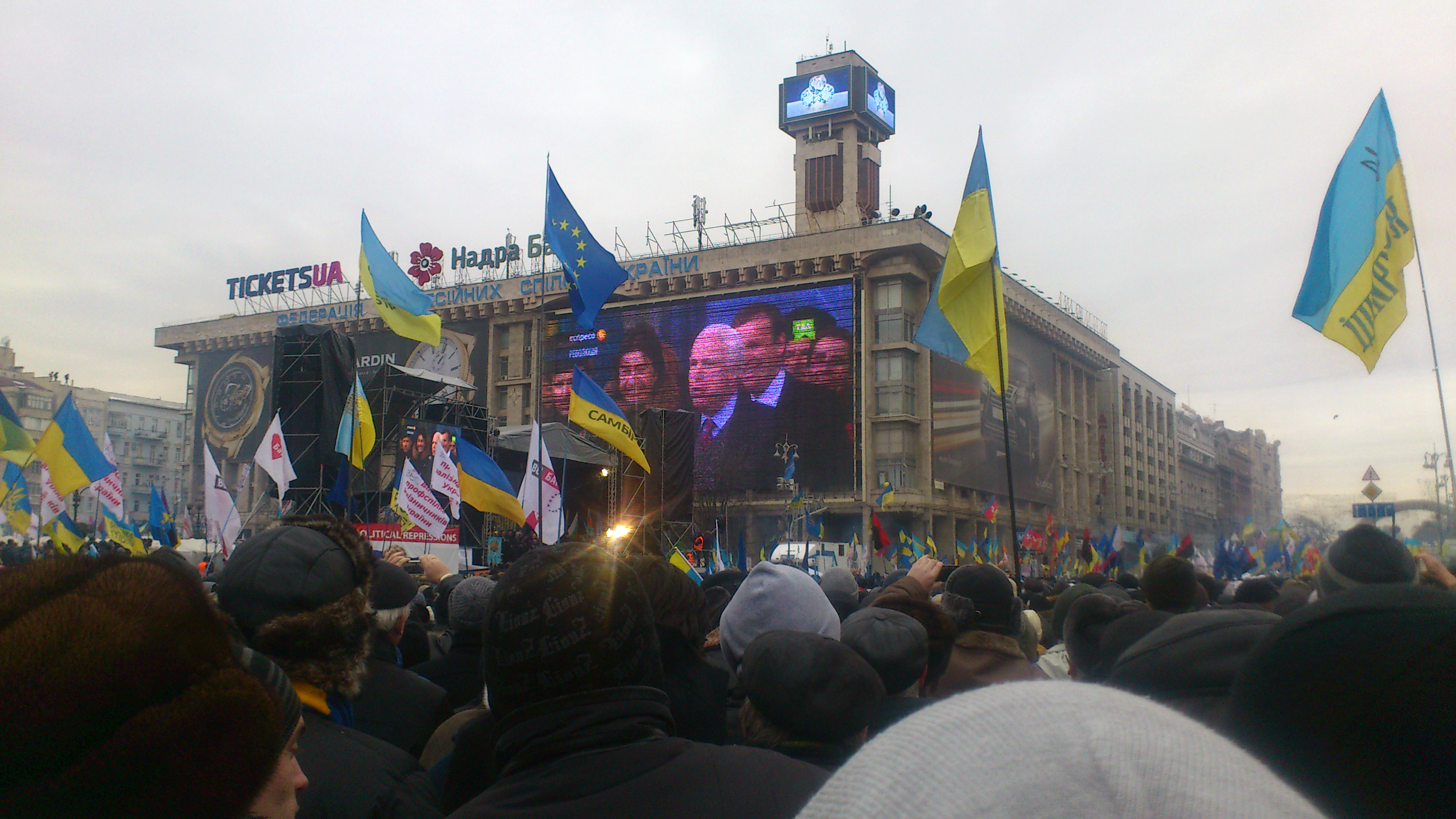
美国共和黨参议员约翰·麦凯恩向示威人群讲话，摄于12月15日的基辅。

2014年2月世界经济论坛在瑞士达沃斯举行，而乌克兰总理米克拉·阿扎罗夫没有收到参加主要活动的邀请。根据金融时报的吉迪恩·拉赫曼所言，这是乌克兰政府在应对格鲁舍夫街暴乱时滥用暴力所致。
一份美国助理國務卿盧嵐和美国驻乌克兰大使的电话遭到曝光，她在电话中说维塔利·克利钦科不应该在新一届政府中就职，还随口说了句“去他妈的欧盟”。德国总理默克尔表示她认为盧嵐的话“完全不能接受”。之后，美国国务院发言人珍妮佛·帕莎其在评论此事时提到，盧嵐已就其关于欧盟的言论道歉，白宫发言人杰伊·卡尼称由于此事“被俄罗斯政府提到，因而俄罗斯的角色有些值得琢磨了”。
国际财经时报报道称：“假如斯沃博达党或者其他极右翼党派对示威的介入得到更多的曝光的话，他们恐怕会从日益增长的政治腐败和俄罗斯对乌克兰的影响中得到更多的同情和支持。”
2014年2月23日，乌克兰语成为乌克兰唯一法定语言，包括使用人口众多的俄语也在全国范围内剔除。此举引起乌克兰东部及南部俄语地区民众的强烈不满，产生了乌克兰东部及南部脱离乌克兰加入俄罗斯联邦的政治运动。

#### 俄罗斯吞并克里米亚
广场革命期间，俄国在FSB特工基尔金（化名斯特列科夫）等人的领导下派出不穿戴识别标识的俄军部队（后被称为“小绿人”）占领了乌克兰克里米亚自治共和国各要地，还在遭遇反抗时于新费多里夫卡机场枪杀了乌克兰军官。虽然俄罗斯普京政权曾于2014年3月4日声称无意吞并克里米亚，但俄国随后立即于3月7日由俄羅斯聯邦委員會通过了支持吞并克里米亚的法案并获俄共领导人久加諾夫支持。
随后，俄国几度将公投日期从2014年5月22日提前到3月30日，又再提前到3月16日。在克里米亚迅速举行了不受乌克兰和国际承认的吞并公投后，俄罗斯宣称克里米亚“公投入俄”获高票通过，并于3月21日将克里米亚共和国和塞瓦斯托波尔市均于3月21日被作为俄罗斯联邦主体编入克里米亚联邦管区。
到目前为止俄罗斯对克里米亚的吞并未受到国际社会广泛认可。

### 经济影响
穆迪公司在2013年12月4日报告称“严重抗议的结果是，外币的需求似乎增加了”，并认为这将对乌克兰本就可怜的偿付能力产生新的打击。乌克兰第一副总理谢尔盖·阿尔布佐夫在12月7日声明称如果乌克兰不能筹集100亿美元，就将面临违约的危险，他说：“我请求贷款来维持，欧洲（联盟）同意了，但是我们犯了一个错误——没能以书面形式敲定它。”
12月3日乌克兰总理阿扎罗夫警告称乌克兰可能不能完全履行它和俄罗斯的天然气合同，他将此归咎于2009年1月18日恢复燃气供应的交易。
12月5日阿扎罗夫声明称“因为街头暴乱，支付退休金、工资、社会保障金、住房供给以及公共部门和医疗机构支出的钱不能到位”，并说政府已尽最大努力来使其到位。公共政策部部长娜塔莉亚·科罗列夫斯加在2014年1月2日声明，1月份的上述支出将按计划支付。
12月11日乌克兰政府改变了社会保障金的发放时间，全因“政府的临时封锁”。同一天路透社评论称“金融困难的危险已把国家逼向破产的边缘”，并说投资者认为乌克兰在接下来的五年更可能会违约（鉴于每年为了确保1000万美元的国家债务，乌克兰必须要花超过100万美元）。
惠誉评级12月16日报道称（政治的）“僵持”已经“加大了政治不可靠性使得外币需求增加的风险，导致额外的储备金的损失，增加了混乱的货币政策带来的风险”，并说“国家银行试图收紧格里夫纳的流动性，导致汇率急速上升”。
第一财政副部长 Anatoliy Miarkovsky 12月17日声明称乌克兰2014年度财政预算赤字总计约为3%，有正负0.5%的偏差。
12月18日，即乌克兰和俄罗斯经济协议签订第二天，乌克兰总理米克拉·阿扎罗夫说：“现在没什么能威胁乌克兰经济的稳定了，任何一个经济因素都不能。”然而，BBC新闻在一篇题为《俄罗斯紧急救助使乌克兰经济一团糟》的报道中称该协议“不能解决乌克兰严重的经济问题”。
2014年1月21日基辅市政府声称基辅市的示威者目前已造成了超过200万美金的损失，因此打算向所有的游行示威者要求补偿，不管这些人有什么政治立场。
2月5日格里夫纳对美元的汇率掉到5年的最低点。
2月21日标准普尔将乌克兰的信用评级下调至CCC，并说由于该国缺少“值得注意的改变”而有违约的危险。标准普尔的分析师相信反对派和亚努科维奇当天达成的和解使其“不再那么拼命接纳急需的俄罗斯的援助，从而增加了违约的危险”。
2月起，以2014年克里米亞危機为动机，乌克兰普及抵制俄货运动。

### 社会影响
报道称在基辅，“示威场地”（也就是独立广场之外的地方）生活“如旧”。
本次示威的乌克兰语名称“Євромайдан”被现代乌克兰语和俗语词典Мислово评为2013年年度词语，网络分析公司Public.ru则将其评为俄罗斯最流行新词。

### 文化影响

#### 相关音乐

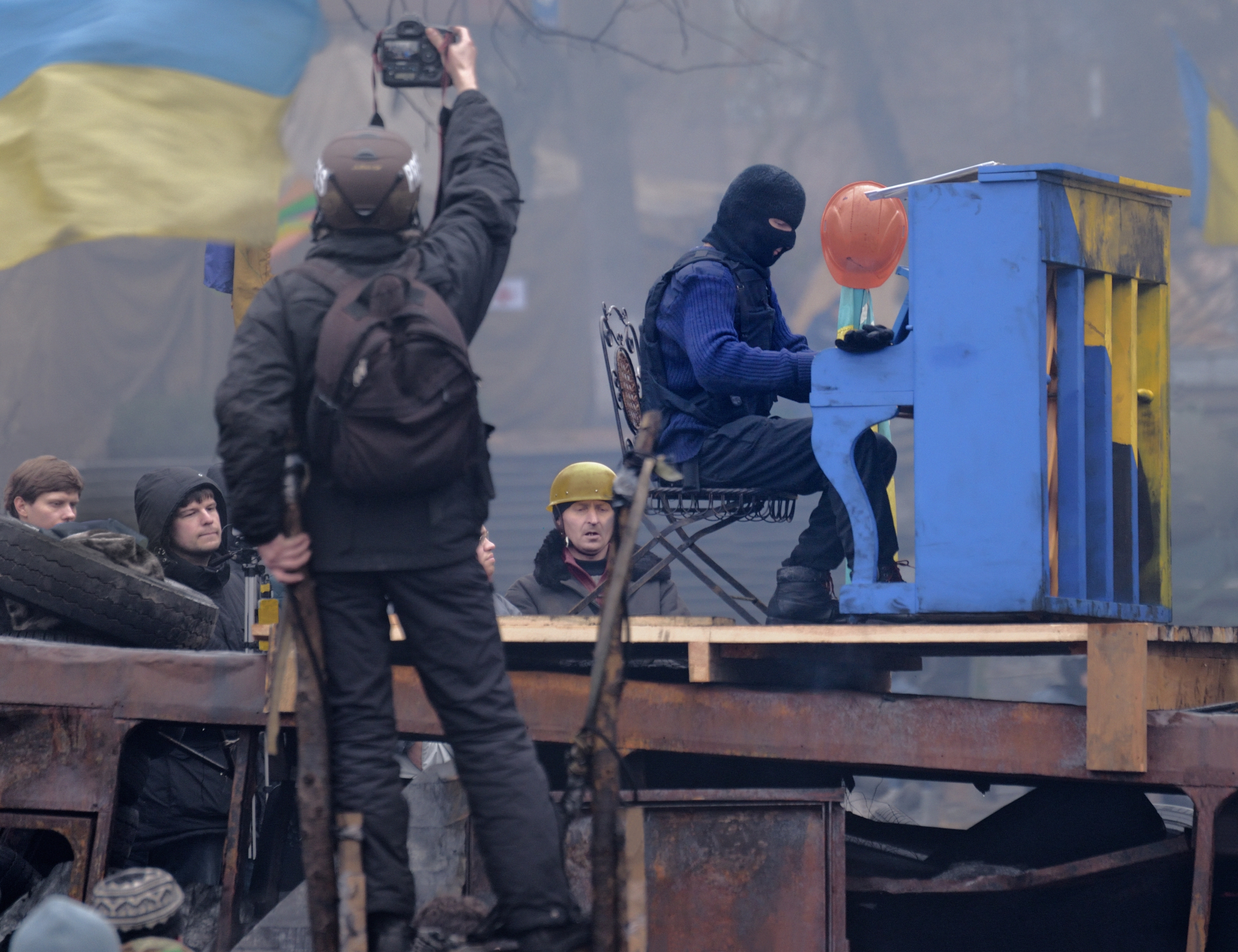
示威者在烧毁的“贝凯特”巴士顶上表演，街垒跨过了格鲁舍夫街，摄于2014年2月10日的基辅

一支乌克兰和波兰的乐队 Taraka 写出了一首献给亲欧盟示威的歌曲《Podaj Rękę Ukrainie》（直译为《给乌克兰一只手》），歌词含有数句乌克兰国歌的内容“Ukraine has not yet died”（乌克兰仍在人间）。在一些音乐平台上有许多乌克兰民歌（直译为《燃烧的松树着火了》）的改编歌曲出现。
乌克兰乐队Skriabin也写了一首歌献给亲欧盟示威的岁月，另有乌克兰民众为示威者写了一首歌。

#### 相关影视
一小段关于2013年革命的名为《Babylon'13》的影片剪辑被制作了出来。
波兰和乌克兰的活动家们拍摄了一小段名为《Happy Kyiv》（直译为《快乐基辅》）的短片，其中混有的法瑞尔·威廉姆斯的歌曲《Happy》和《Babylon'13》的镜头。
2014年2月5日一伙电影摄影师拍摄了一系列关于亲欧盟示威中的人们的视频。
由葉夫根尼·艾菲尼夫斯基（Evgeny Afineevsky）執導的紀錄片《凜冬烈火：烏克蘭自由之戰》於2015年10月9日在Netflix上播映。
2016年上映，由好萊塢導演奧利華·史東擔任製片、有別於西方主流媒體觀點的紀錄片《Ukraine on Fire （页面存档备份，存于）》及其2019年的續作《Revealing Ukraine》

#### 相关美术作品
许多记者以独立广场的日常生活为主题发布了照片，还有一艺术家表达了与亲欧盟示威的团结。

### 体育
2014年2月20日举行的2013–14赛季欧洲联赛的三十二强中基辅迪纳摩对阵巴伦西亚的比赛被欧足联将场地由基辅的奥林匹克国家综合体育场改到了塞浦路斯首都尼科西亚的GSP体育场。
2月19日，参加2014年索契冬奥会的乌克兰运动员要求带上黑色的臂带以纪念在前一天在基辅的暴力冲突中的死者，但被国际奥委会拒绝。不过国际奥委会主席托马斯·巴赫表示了对死者的哀悼。
同一天，高山滑雪运动员格丹娜·马采斯卡亚宣布退出2014年冬奥会以谴责乌克兰当局在前一天镇压示威者。她和父亲在Facebook上写道：“为示和在独立广场的障碍里的战士们的团结，以及针对政府对示威者的犯罪行径的抗议，还有总统和他的卑躬屈膝的政府的不负责任，我们拒绝参加剩下的2014年在索契的奥运会比赛”。

## 象征
在示威者的诸多口号中较广为人知的是“荣耀归于乌克兰，荣耀归于英雄！”（Слава Україні! Героям слава!）。在乌克兰人之外，有鞑靼人和俄罗斯人也使用了这句话。
乌克兰反抗军的红黑色的战旗是另一个示威者常用的标志，而这支军队也在一定程度上启发了亲欧盟示威者。维多利亚大学的 Serhy Yekelchyk 认为，使用乌克兰反抗军的形象和代表物表示了示威者对政府和俄罗斯强有力的抗争，而不是对示威本身的奉承，说：“（乌克兰反抗军旗帜）在基辅的突然出现，是对支持俄罗斯和政府的最强有力的抗议的表现”。这枚旗帜的颜色还象征了鲜血洒在乌克兰的黑土地上。
另有一些消息来源如 DesignContest，称有许多平面设计比赛来支持亲欧盟示威并设计出其标志。

## 外部連結
- 广场起义的Facebook專頁
- 凤凰网专题（页面存档备份，存于）
- 网易专题（页面存档备份，存于）
- . 中国中央电视台. 2014-04-06  [2014-04-07]. （原始内容存档于2021-02-01）.